# Kawasaki ZZR 600
Die ZZR 600 ist ein vollverkleidetes Motorrad des japanischen Herstellers Kawasaki mit 599 cm³ Hubraum und einer Leistung von 72 kW (98 PS).
Durch die etwas aufrechtere Sitzposition, gegenüber der artverwandten Kawasaki Ninja ZX-6R, ist die ZZR 600 aus heutiger Sicht in die Kategorie der Sporttourer einzuordnen, obgleich sie bei Erscheinen ursprünglich als Supersportler angesehen wurde. 1990 als ZX 600 D erstmals vorgestellt, wurde die ZZR 600 1993 umfassend überarbeitet (mehr Drehmoment im mittleren Drehzahlbereich, Ram-Air-Staudrucksystem, stabilerer Rahmen, verkürzter Radstand, stärkeren Bremsscheiben vorn und breitere Felgen) und als ZX 600 E bis 2005 in Deutschland nahezu unverändert angeboten (lediglich ab 1997 geänderte Vergaserabstimmung samt neuer Zündbox und überarbeitete Vorderradbremse; ab 2003 ungeregelter Katalysator). Weitere Veränderungen gab es nur im alljährlichen Wechsel der Farbkombinationen. 
Durch eine günstigere Versicherungseinstufung wurde die ZZR 600 in Deutschland ab 1996 mit 98 PS angeboten, in anderen Ländern jedoch ohne Leistungsbeschränkung mit 100 PS. Die ZZR 600 war sowohl die erste Maschine in der 600 cm³-Klasse, die in diese Leistungsregion vorstieß, als auch die erste 600er mit Aluminium-Rahmen. Mit 222 kg konnte sie davon im Gegensatz zur Ninja ZX-6R gewichtstechnisch aber noch nicht nennenswert profitieren.

## Technik
- Flüssigkeitsgekühlter Viertakt-Reihenvierzylindermotor mit 2 obenliegenden Nockenwellen (DOHC) und 4 Ventilen pro Zylinder, quer zur Fahrtrichtung eingebaut.
- Die Gemischaufbereitung erfolgt über vier Keihin-Gleichdruck-Vergaser mit 36 mm Durchlass.
- ab 1995 in Zugstufe und Federvorspannung einstellbare Telegabel mit einem Standrohrdurchmesser von 41 mm vorn.
- Aluminium-Schwinge mit in Zugstufe und Federvorspannung einstellbarem Uni-Trak-Federungssystem hinten.
- Rahmen aus verschweißten Aluminium-Profilen.
- Sechsgang-Getriebe.
- elektronische Zündung.
- Ram-Air-Lufteinlass (ab 1993), der bei hoher Geschwindigkeit durch den dadurch entstehenden Staudruck eine Leistungssteigerung ermöglicht.
- 2003 neuer Schalldämpfer mit Röhrenkat; 2004 ungeregelter Waben-Kat.